# Управа за трезор (Србија)
Управа за трезор је орган управе у саставу Министарство финансија. Управа за трезор је основана 1. августа 2005. године. Седиште Управе за трезор је у Згради СДК на београдској општини Стари град.
Управом за трезор руководи директор, а тренутни директор је Марко Гверо.
Своје корене Управа за трезор води од Службе друштвеног књиговодства, која је током 1990-тих година променила разне промене имена и надлежности (Служба за платни промет и финансијски надзор (1991), Служба за платни промет (1994) и Завод за обрачун и плаћања (1995)) и Управе за јавна плаћања.

## Надлежности
Управа за трезор има следеће надлежности:
- финансијско планирање и управљање финансијским средствима Републике Србије
- контрола расхода и издатака која обухвата одобравање плаћања до висине утврђених апропријација
- извештавање о извршењу буџета
- буџетско рачуноводство и извештавање
- успоставља, развија и одржава информациони систем Управе за трезор
- вођење евиденција корисника јавних средстава и подрачуна у оквиру консолидованог рачуна трезора
- извршавање јавних плаћања за динарска и девизна плаћања
- отварање и вођење евиденција о рачунима за уплату јавних прихода, распоред јавних прихода и повраћај више или погрешно наплаћених јавних прихода
- прима обавештење од локалног органа управе надлежног за финансије о извршеном инвестирању средстава на домаћем финансијском тржишту новца
- прима обавештења од корисника буџетских средстава о преузимању обавеза и предвиђеним условима и роковима плаћања
- прикупља податке о преузетим новчаним обавезама од субјеката јавног сектора у комерцијалним трансакцијама
- врши централизовани обрачун примања запослених, изабраних, постављених и ангажованих лица код корисника средстава буџета Републике Србије
- обавља друге послове по уговору

## Послови
Послови Управе за трезор су:
- извршење буџета (управљање средствима Републике Србије и девизно пословање, финансијско планирање и управљање ликвидношћу)
- информациони систем
- централизовани обрачун примања
- буџетско рачуноводство и извештавање
- јавна плаћања
- правни послови и послови контроле пословних процедура
- послови по уговору (наплата и распоред прихода од ЕПС и зависних друштава и послови Регистрованих пољопривредних газдинстава)

## Организација Управе
Послови Управе за трезор организовани су на територијалном принципу у унутрашњим јединицама у седишту Управе (организована као Централа) и ван седишта (организване у 34 филијале и 110 експозитура).
Централа Управе за трезор је подељена на:
- Сектор за буџетско рачуноводство и извештавање
- Сектор за извршење буџета
- Одсек за пословну сарадњу
- Сектор за финансирање, рачуноводство и контролу
- Сектор за људске ресурсе
- Одсек за интерну ревизију
- Група за интерну контролу
- Сектор за информационе технологије
- Сектор за нормативне и правне послове и контролу пословних процедура
- Сектор за материјалне ресурсе
- Сектор за јавна плаћања и фискалну статистику
- Сектор за обраду личних примања
- Сектор за управљање процесима система јавних финансија